# Scandinavisch kruis

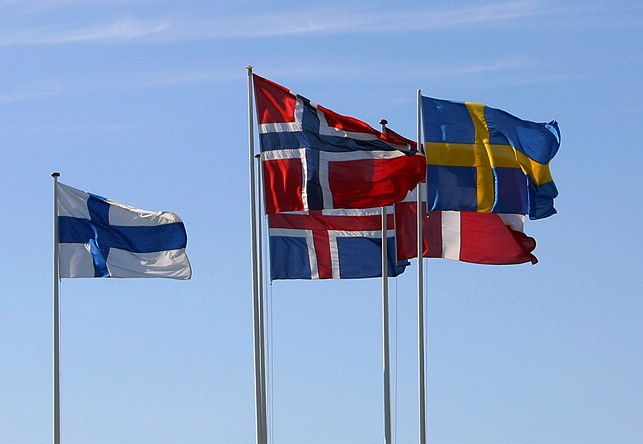
Scandinavische vlaggen

Het Scandinavisch kruis is een vlagpatroon dat gewoonlijk geassocieerd wordt met Scandinavische landen, waar het patroon zijn oorsprong heeft. Al deze landen hebben een dergelijk patroon, maar ook gebiedsdelen in andere delen van Europa en Zuid-Amerika hebben een vlag met een Scandinavisch kruis.
Het kruis is zodanig geplaatst dat het verticale deel ervan zich aan de hijszijde van de vlag bevindt (ten opzichte van het midden ervan). De eerste nationale vlag met een dergelijk patroon was de vlag van Denemarken, gevolgd door de Zweedse vlag, de Noorse vlag, Finse vlag en de IJslandse vlag. Ook veel deelgebieden van deze landen hebben een vlag met een dergelijk patroon.

## Vlaggen van Scandinavische landen

Denemarken
Zweden
Noorwegen
Finland
IJsland

## Andere Scandinavische vlaggen met het Scandinavisch kruis

Åland
Faeröer
Unie van Kalmar (1397-1523)
Skåne
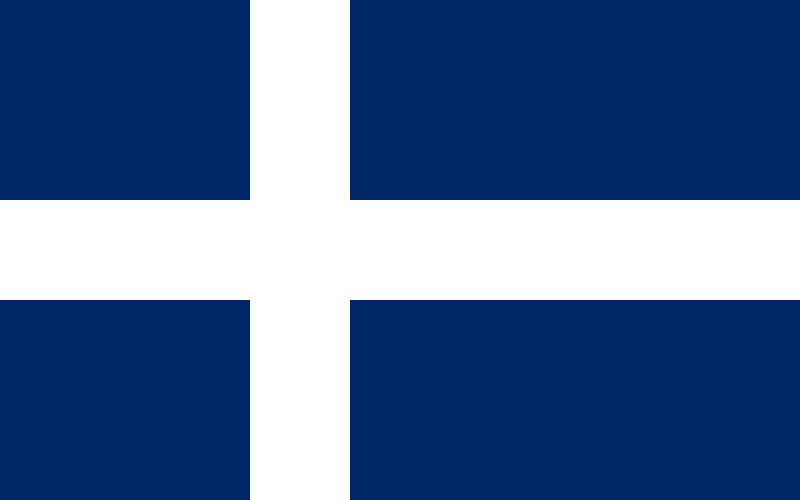
Vlag van IJsland (1897-1915)
Vlag van de Zweden in Finland
Vlag van de Finnen in Zweden (niet officieel)
Vlag van Zweden in de Unie tussen Zweden en Noorwegen (1844–1905)
Vlag van Noorwegen in de Unie tussen Zweden en Noorwegen (1844–1905)
Vlag van Noorwegen (1814-1821)
Vlag van de Ingriërs
Vlag van Roslagen
Vlag van Bohuslän
Vlag van Österlen

## Scandinavische kruisen op vlaggen buiten Scandinavië

### Europa

Protectoraat Saarland (Frans protectoraat, 1947-1957)
Oorlogsvlag van nazi-Duitsland (1933-1945)
Stavropol
Normandië (niet officieel)
Calais
Ventspils
Pärnu
Alüksne
Pula
Georgisch-Orthodoxe Kerk
Duitse Ordestaat (1226-1525)
Oldenburg
Caithness
Orkney-eilanden
Shetlandeilanden
Vlag van de Wepsen
Vlag van de Friezen

### Azië

Tbilisi
Mizoram
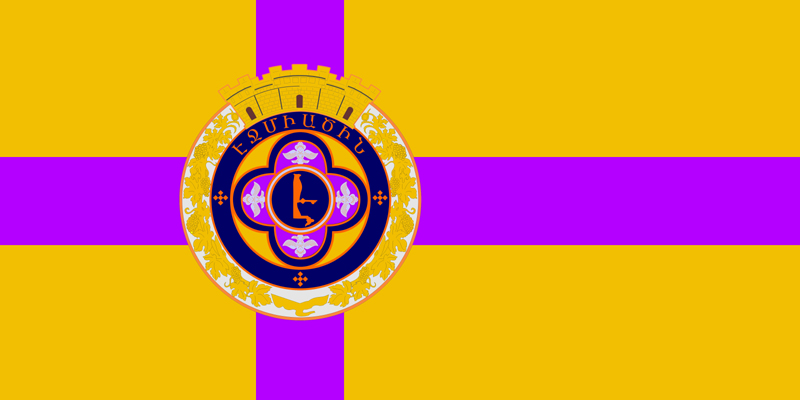
Etsjmiadzin

### Amerika

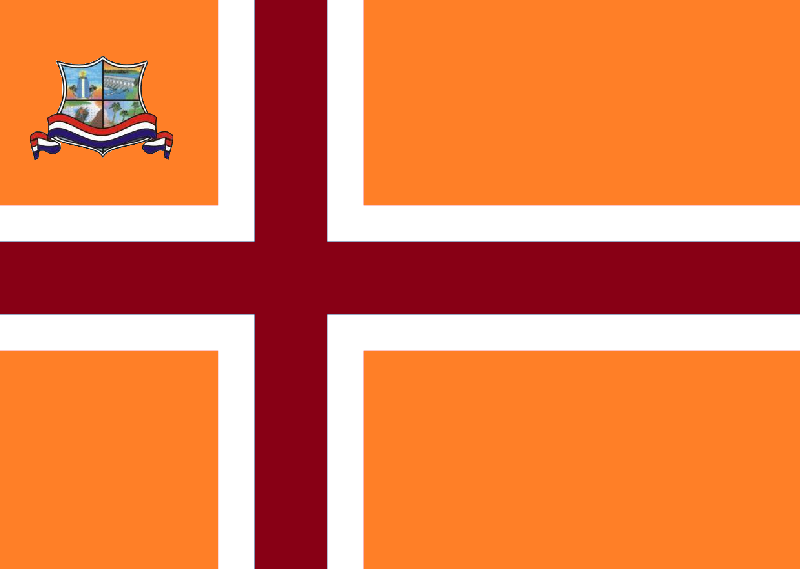
Hernandarias, Paraguay
São Paulo
Chapadinha
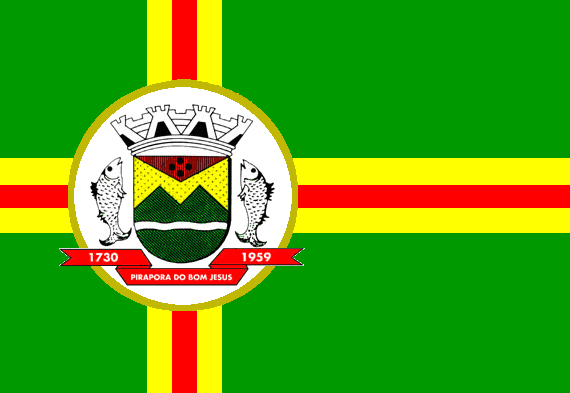
Pirapora do Bom Jesus
Andalucía
Santo Cristo
Amambay
Little Rock (Arkansas)

### Oceanië

Oorlogsvlag van Tonga

### Afrika

Marinevlag van Zuid-Afrika (1959-1981)

### Nederland
Het Scandinavisch kruis op Nederlandse vlaggen heeft altijd het middelpunt op 1/3 van de vlaglengte, tenzij anders vermeld. Met een hoogte-lengteverhouding van 2:3 (tenzij anders vermeld) van Nederlandse gemeentevlaggen levert dit aan de broekzijde altijd twee vierkante velden op, mits alle armen van het kruis dezelfde dikte hebben. Bij vlaggen met een Scandinavisch kruis van andere landen is dit niet noodzakelijkerwijs het geval.

Aarle-Rixtel
Aduard
Anloo
Bakkeveen
Bedum
Beers
Bleiswijk
Bontebok
Borger
Broeksterwoude
Buitenpost
Bunschoten
Creil
Diever
Doniawerstal
Driesum
Eelde
Geffen
Gemert
Gemert-Bakel
Goor
Gouwelanden
Groter-Friesland
Haaren
Havelte
Heel
Heel en Panheel
Hellum
Herten
Hof van Twente
Houten
Idaarderadeel
IJsselham
Kapelle
Koewacht
Lelystad
Linne
Margraten
Marken
Marum
Nederlands-Nedersaksisch
Noordoostpolder
Oldekerk
Oosterhesselen
Opeinde
Oudkerk
Roden
Roggel
Rosmalen
Ruurlo
Skarsterlân
Standdaarbuiten
Tilburg
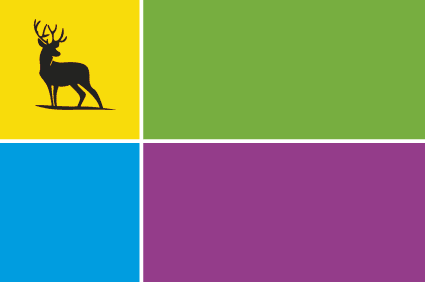
Uddel
Utrechtse Heuvelrug
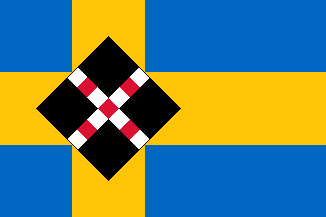
Veghel (1969-1994)
Vlagtwedde
Vledder
Vlijmen
Weerselo
Werkendam
Weststellingwerf
Wierden
Wieringen
Wieringermeer
Wittem
Wouw
Zaandijk
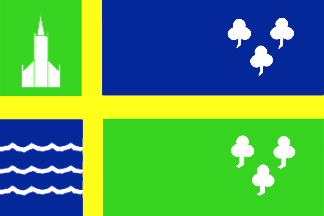
Zijderveld
Zuidwolde
Zwagerbosch

## Scandinavische vlaggen zonder Scandinavisch kruis

Groenland (afwijkend met een cirkel)
Samen (etnische minderheid)